# Sporisorium scitamineum
Sporisorium scitamineum är en svampart som först beskrevs av Hans Sydow, och fick sitt nu gällande namn av M. Piepenbr., M. Stoll & Oberw. 2002. Sporisorium scitamineum ingår i släktet Sporisorium och familjen Ustilaginaceae.   Inga underarter finns listade i Catalogue of Life.

## Källor

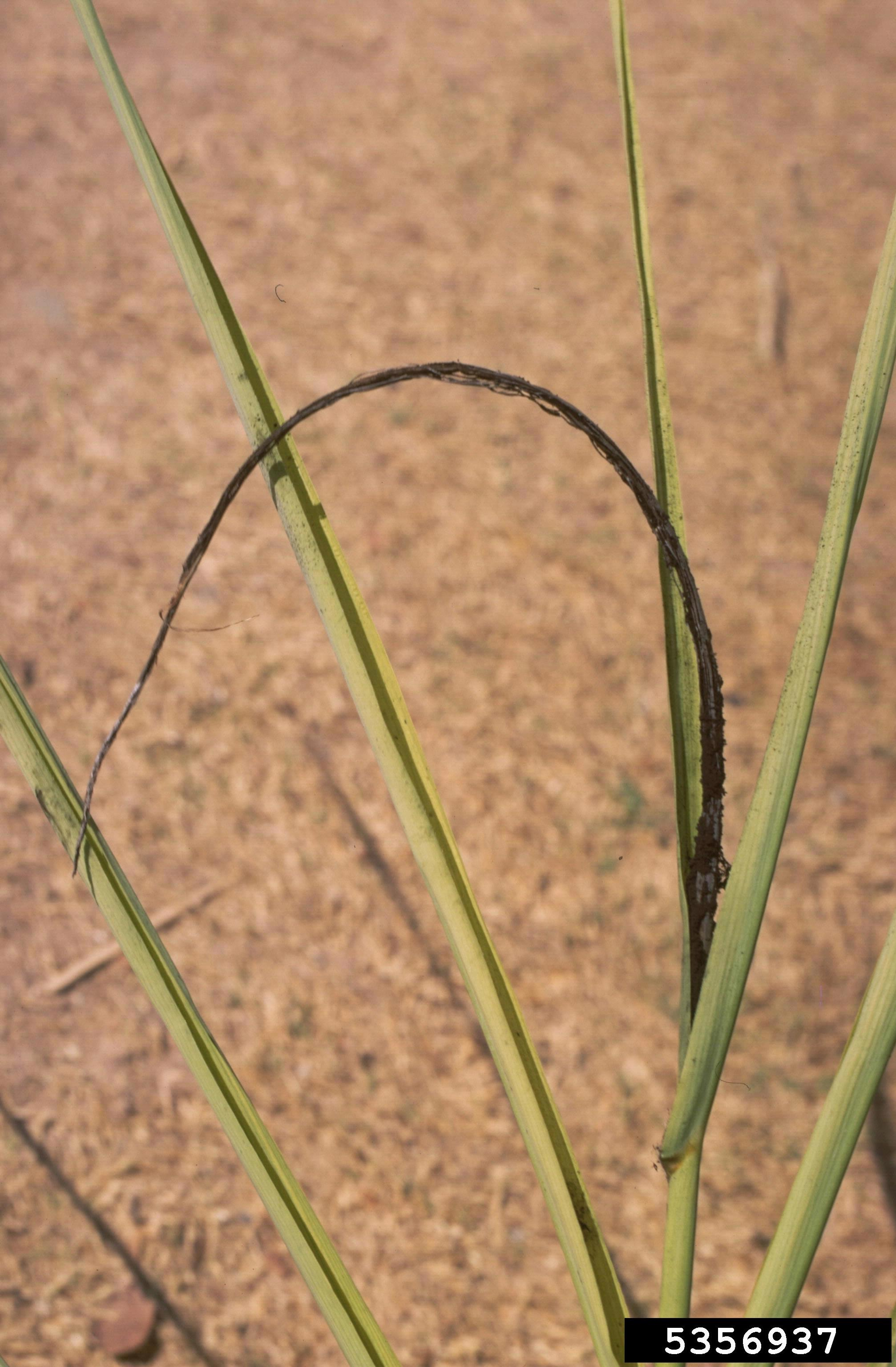